# 中共中央办公厅督促检查室
中共中央办公厅督促检查室，是中共中央办公厅内设机构，负责督促检查工作。

## 沿革
中共中央办公厅秘书局原先下设有秘书局督促检查处，后改为秘书局督促检查室。此后又从秘书局独立，升格为中共中央办公厅内设机构中共中央办公厅督促检查室。

## 机构设置
- 办公室
- 一处
- 二处
- 三处

## 历任领导
| 主任 - 曾宪金（？—？） - 蒋建平（？—？） - 陆国强（？—？） - 孟曙初（至迟于2024年10月—） 督查专员 - 咸罗洪（？—？） 正局级督查专员 - 洪流（？—？） - 宋重冰（？—？） - 于荣中（？—？） - 孙建刚（？—？） - 吕书正（？—？） 巡视员 - 杨树华（？—？） | 副主任 - 蒲晓鸥（？—？） - 张勇（？—？） - 杨解非（？—？） - 李伯富（？—？） - 窦晴身（？—？） 副局级督查专员 - 丁宗宽（？—？） - 徐绍刚（？—？） 副巡视员 - 徐绍刚（2012年8月—2016年3月） - 陈根旺（？—？） |